# Enguerrand II. de Boves
Enguerrand II. de Boves († vor 1224) war ein französischer Adliger und Kreuzritter aus dem Haus Boves. Er war der ältere Sohn des Robert I. de Boves († 1191) und der Beatrix, einer Tochter des Grafen Hugo III. von Saint-Pol. Von seinem Vater erbte er die Burg von Boves.
Im November 1199 nahm er mit seinen drei Brüdern Robert, Hugo und Thomas das Kreuz zum vierten Kreuzzug. Mit seinen Brüdern und Simon de Montfort trennte er sich während der Belagerung von Zara vom Hauptheer um nach der Überwinterung in Ungarn nach Syrien zum Kampf gegen die Sarazenen weiterzuziehen.
Im Jahr 1214 kämpfte er in der Schlacht bei Bouvines für den französischen König während sein Bruder Hugo für den römisch-deutschen Kaiser kämpfte. Im Jahr 1219 beteiligte er sich an der Belagerung von Damiette (fünfter Kreuzzug) in Ägypten.
Er war verheiratet mit Ade de Nesle († 1252/54), einer Tochter des Jean I. de Nesle, Burggraf von Brügge. Ihre Kinder waren:
- Robert II. de Boves († 1248/49), Herr von Boves
- Elisabeth de Boves († 1263), ⚭ mit Nicolas V. de Rumigny